# Giano Vetusto
Giano Vetusto – miejscowość i gmina we Włoszech, w regionie Kampania, w prowincji Caserta.
Według danych na rok 2004 gminę zamieszkiwały 652 osoby, 59,3 os./km².